# Kosmos 496
Kosmos 496 byla bezpilotní zkouška upravené kosmické lodi Sojuz provedená roku 1972. Během letu nedošlo ke kontaktu s žádnou jinou stanicí. Po katastrofě Sojuz 11 byla loď vybavena jen dvěma sedadly. Třetí sedadlo bylo odstraněno, aby se do kabiny vešli dva kosmonauti oblečení ve skafandrech.

## Parametry mise
- Kosmická loď: Sojuz 7K-T
- Hmotnost: 6800 kg
- Posádka: žádná
- Spuštěn: 26. června 1972
- Přistál: 2. července 1972